# کنتا کاوای
کنتا کاوای (انگلیسی: Kenta Kawai؛ زادهٔ ۷ ژوئن ۱۹۸۱) مربی اهل ژاپن است.